# 菲诺德尔蒙特
菲诺德尔蒙特（義大利語：Fino del Monte），是意大利贝加莫省的一个市镇。总面积4平方公里，人口1159人，人口密度289.8人/平方公里（2009年）。国家统计（ISTAT）代码为016099。